# División de Honor de la Liga Nacional de Béisbol 2011
La División de Honor de la Liga Nacional de Béisbol 2011 fue la edición número 68 de la División de Honor de la Liga Nacional de Béisbol.
Estuvo compuesta por diez equipos. El recién ascendido de la Primera División A, Sevilla Club de Béisbol y Sófbol, reemplazó al descendido en la temporada 2010, El Llano Béisbol Club.
Se proclamó campeón el Fútbol Club Barcelona, rquipo que se disolvió justo a continuación, al término de la temporada.

## Clasificación final de la liga regular
| Puesto | Equipo                             | PJ | PG | PP | AVE  | CF  | CC  |          |
| ------ | ---------------------------------- | -- | -- | -- | ---- | --- | --- | -------- |
| 1      | Fútbol Club Barcelona              | 36 | 33 | 3  | .916 | 241 | 79  | Campeón  |
| 2      | Club de béisbol y softbol Sant Boi | 36 | 26 | 10 | .722 | 249 | 127 |          |
| 3      | Marlins Puerto de la Cruz          | 36 | 24 | 12 | .666 | 236 | 102 |          |
| 4      | Astros Club de Béisbol             | 36 | 24 | 12 | .666 | 223 | 116 |          |
| 5      | Club Béisbol Viladecans            | 36 | 24 | 12 | .666 | 187 | 114 |          |
| 6      | San Inazio Beisbol Elkartea        | 36 | 15 | 21 | .416 | 189 | 147 |          |
| 7      | Halcones de Vigo                   | 36 | 13 | 23 | .361 | 158 | 225 |          |
| 8      | Béisbol Navarra                    | 36 | 12 | 24 | .333 | 186 | 196 |          |
| 9      | Club Deportivo Pamplona            | 36 | 8  | 28 | .222 | 123 | 284 |          |
| 10     | Sevilla Club de Béisbol y Sófbol   | 36 | 1  | 35 | .027 | 56  | 458 | Descenso |